# Me and the First Lady
Albums de George Jones
George Jones (We Can Make It)
(1972) We Love to Sing About Jesus
(1972)
Me and the First Lady est un album par les artistes américains de musique country George Jones et Tammy Wynette. Cet album est sorti en 1972 sur le label Epic Records.

## Liste des pistes
| No  | Titre                        | Auteur                                          | Durée |
| --- | ---------------------------- | ----------------------------------------------- | ----- |
| 1.  | We Believe in Each Other     |                                                 |       |
| 2.  | Lovely Place to Cry          | Tammy Wynette, Earl Montgomery                  |       |
| 3.  | There's Power in Our Love    | Earl Montgomery                                 |       |
| 4.  | Perfect Match                |                                                 |       |
| 5.  | Great Divide                 | Curly Putman                                    |       |
| 6.  | To Live on Love              | Earl Montgomery                                 |       |
| 7.  | You and Me Together          |                                                 |       |
| 8.  | Lovin' You Is Worth It       |                                                 |       |
| 9.  | We're Gonna Try to Get Along |                                                 |       |
| 10. | It's Been a Beautiful Life   | Carmol Taylor, Billy Sherrill                   |       |
| 11. | Ceremony                     | Carmol Taylor, Billy Sherrill, Jenny Strickland |       |

## Positions dans les charts
Album – Billboard (Amérique du nord)
| Année | Chart          | Position |
| ----- | -------------- | -------- |
| 1972  | Albums country | 6        |